# Paulig

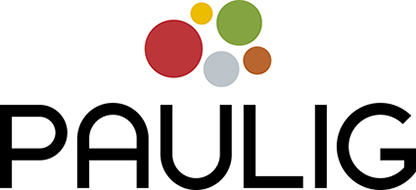
Pauligs logotyp

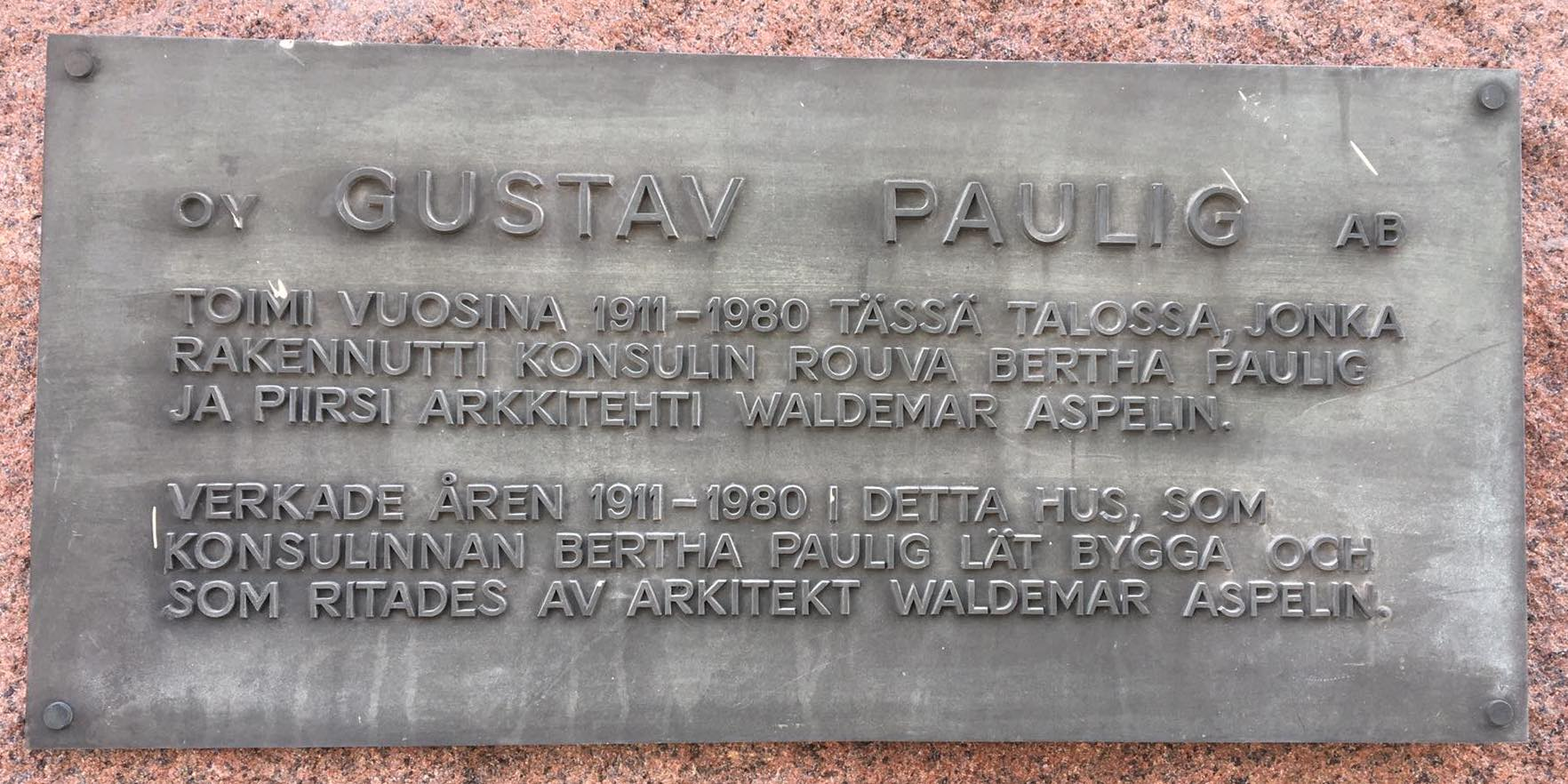
Oy Gustav Paulig Ab fungerade vid Hamngatan 11 i Helsingfors åren 1911-1980

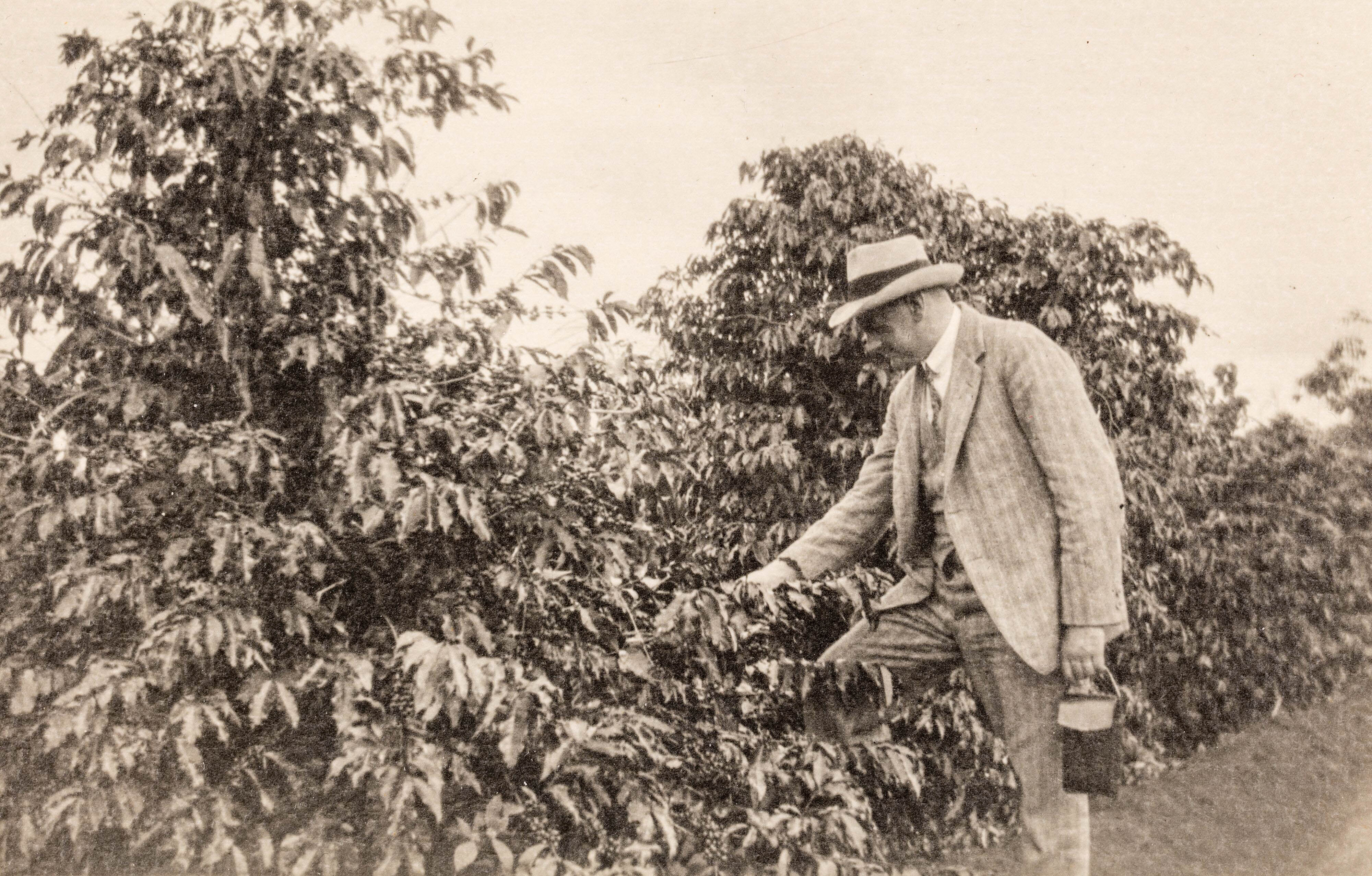
Eduard Paulig studerar kaffebuskar på en kaffeplantage 1927

Paulig är ett finländskt familjeägt företag som grundades år 1876 när Gustav Paulig inledde sin affärsverksamhet i Helsingfors. Paulig saluför kaffe, matkoncept, kryddor, växtbaserade produkter och snacks. Företagets varumärken är Paulig, Santa Maria, Risenta, Zanuy och Poco Loco. Paulig har verksamhet i 13 länder och omsättningen 2022 var 1,1 miljarder euro. Koncernen har cirka 2 400 anställda. 
Grundaren Gustav Paulig härstammade från Lübeck. Hans son Eduard Paulig (1889–1953) utvecklade rosteritekniken och skapade direkta kontakter med de kaffeproducerande länderna. Dennes son Henrik Paulig (1915–1982), som var verkställande direktör mellan 1947 och 1973, utvidgade rörelsen ytterligare. Henrik Pauligs son Robert Paulig (1947–2020) ville börsnotera företaget men lämnade företaget efter strider; han grundade kafékedjan Robert’s Coffee i slutet av 1980-talet vilken nu leds av sonen Carl-Gustav Paulig (född 1983) och dottern Henrika Paulig (född 1985).
Paulig var först i Finland att grunda ett industriellt kafferosteri 1904. Pauligs grundade också Nordens första frysanläggning för djupfrysta livsmedel 1944. Denna verksamhet var man ensam om i Finland fram till 1987.